# Tour des Hébihens

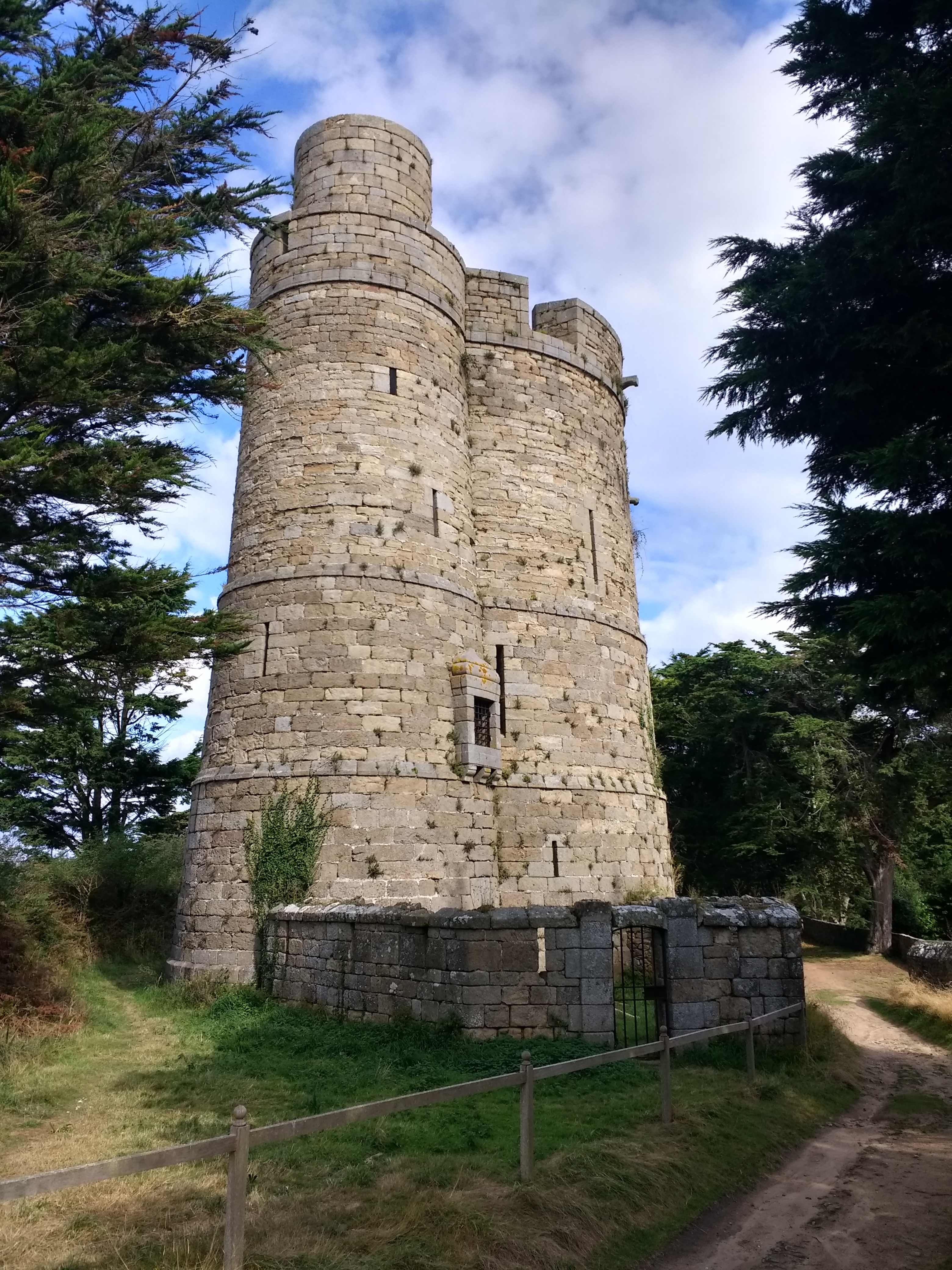
Blick von Südosten

Die Tour des Hébihens (auch Tour des Ebihiens) ist ein historischer Beobachtungs- und Artillerieturm auf der Insel Ebihens in der Gemeinde Saint-Jacut-de-la-Mer im Département Côtes-d’Armor in der Bretagne, Frankreich. Der Turm wurde Ende des 17. Jahrhunderts als Teil der Küstenbefestigung zum Schutz von Saint-Malo errichtet und ist ein Beispiel für die Militärarchitektur der Ära Vauban.
Die strategische Lage des Turms in der Bucht von Saint-Jacut, zwischen dem Cap Fréhel im Westen und der Mündung der Rance im Osten, machte ihn zu einem wichtigen Element der Küstenverteidigung gegen feindliche Landungen. Die Île des Hébihens ist bei Ebbe mit dem Festland verbunden, was sie zu einem potentiellen Landungspunkt für Invasoren machte. Der Turm diente sowohl als Beobachtungsposten als auch als Artilleriestellung und war Teil eines größeren Systems von Küstenbatterien und Befestigungen.

## Geschichte

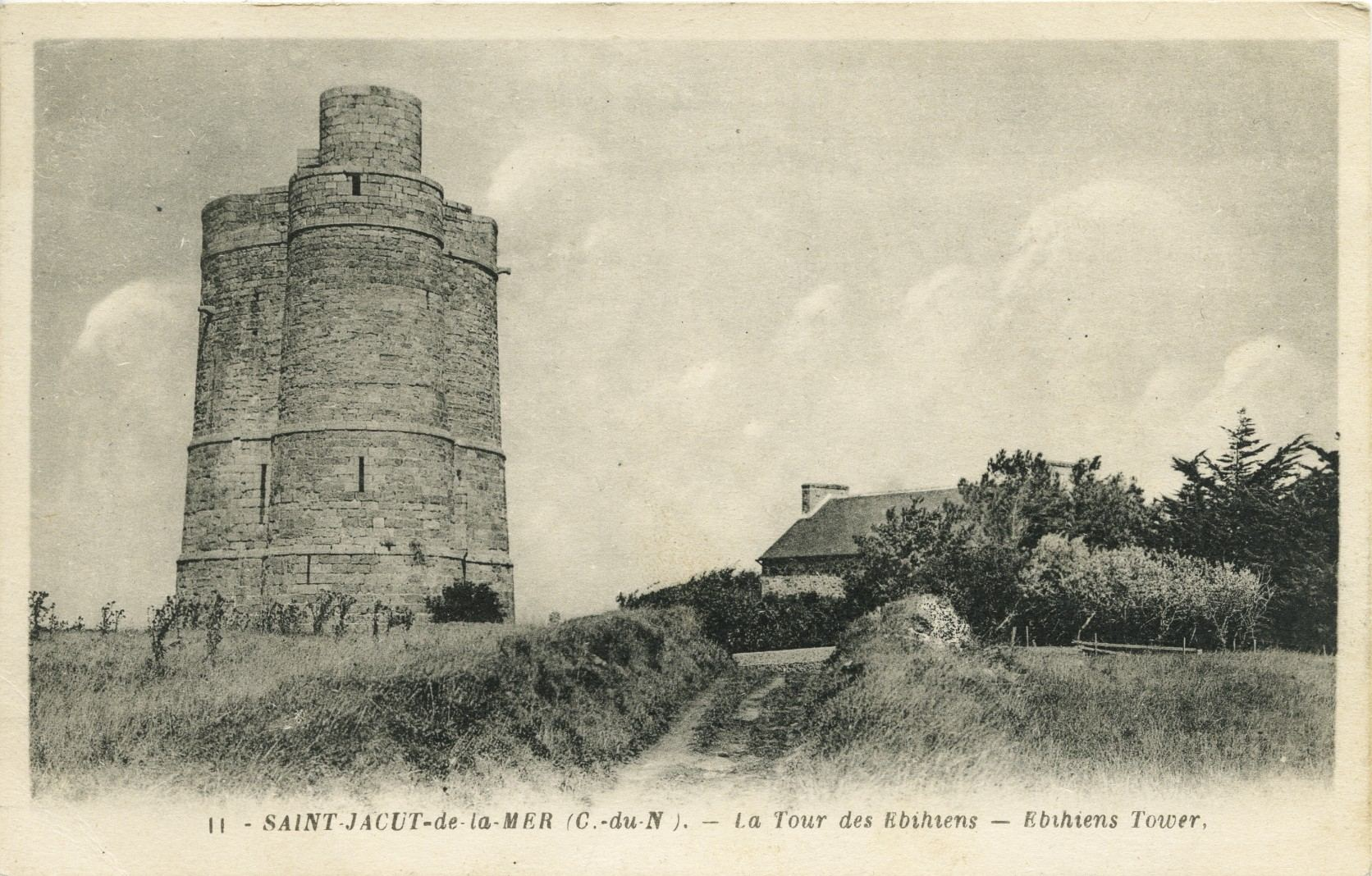
Tour des Hébihens auf einer Postkarte vor 1936

Die Initiative zum Bau des Turms geht auf den Militäringenieur Sébastien Le Prestre de Vauban zurück, der im Mai 1694 die strategische Bedeutung der Insel erkannte. Finanziert wurde der Bau von Louis du Breil, Graf von Pontbriand, der als Kapitän der Küstenwache für das Gebiet von der Rance bis zum Arguenon zuständig war.
Die Pläne für den Turm wurden im August 1695 vom Ingenieur Garengeau erstellt, der sich dabei an Entwürfen von Vauban orientierte. Die Bauarbeiten begannen 1694 und wurden nach drei Bauphasen im Juli 1697 abgeschlossen. Die Finanzierung erfolgte durch die Einnahmen aus dem Makrelenfang an Sonn- und Feiertagen im Mai, was Vauban geschickt mit der Eitelkeit und dem Ehrgeiz des Grafen von Pontbriand verknüpfte.
Heute befindet sich der Turm in Privatbesitz und ist bei Ebbe zugänglich. Sein Erhaltungszustand wird als mittelmäßig beschrieben. Der Tour des Hébihens wurde am 15. Juli 2010 als Monument historique unter Denkmalschutz gestellt.

## Architektur und Ausstattung
Die Tour des Hébihens ist ein kegelstumpfförmiger Turm mit außenliegendem Treppenhaus, ähnlich den Türmen von Tatihou und La Hougue. Er besteht aus einem Erdgeschoss und zwei Obergeschossen aus Granit in klein- und mittelformatigem Mauerwerk. Das Dach bildet eine Plattform, die als Kanonenstellung diente.
Ursprünglich war der Turm mit vier 4-Pfünder-Kanonen bewaffnet, die von einer englischen Galeote erbeutet worden waren. Im Jahre 1758 umfasste die Bewaffnung der gesamten Anlage zwei 18-Pfünder und zwei 12-Pfünder auf der Inselspitze sowie zwei 4-Pfünder und zwei 3-Pfünder auf dem Turm selbst. Das Pulvermagazin fasste 200 Pfund Schwarzpulver und für jede Kanone waren 25 Kugeln vorgesehen.